# Шурыгин, Алексей Яковлевич
Алексей Яковлевич Шурыгин (25 февраля 1927, станица Октябрьская, Белореченский район, Краснодарский край —10 апреля 2012, Краснодар) — советский российский биохимик, доктор биологических наук, профессор Кубанского университета, Заслуженный деятель науки Кубани, создатель лекарственного препарата «Бализ».

## Биография
Родился 25 февраля 1927 года в станице Октябрьская, Белореченский район, Краснодарский край, РСФСР.
Во время Великой Отечественной войны подростком работал на военном заводе в городе Апшеронск. В том же городе в 1945 году окончил среднюю школу № 1. С 1945 по 1951 год служил в Советской армии.
В 1952 году поступил на биологический факультет Киевского государственного университета, которое окончил в 1957 году по специальности «биохимия».. В том же году был направлен на работу в Институте краевой медицины в городе Фрунзе (Киргизская ССР), затем в Институте туберкулеза, где был назначен заведующим диагностической лабораторией. Трудился в Киргизии до 1973 года. Здесь Шурыгин разработал лекарственные препараты «Бализ-2», свечи «Бализ», мазь «Бализ», которые были представлены в 1972 году. Эти препараты вскоре были внедрены в медицину и ветеринарную практику.
В 1973 году Шурыгин вернулся на родину, где возглавил отделение биологически активных веществ Кубанского государственного университета. В этом университете продолжил работу над препаратом «Бализ».
В 1975 году успешно защитил диссертацию на соискание учёной степени доктора биологических наук. В 1990 году Шурыгину присвоено ученое звание профессора.
В 1996 году за вклад в науку и высшее образование Алексей Яковлевич Шурыгин был удостоен почётного звания «Заслуженный деятель науки Кубани». В 2001 года награждён Орденом «Знак Почёта».
Умер 10 апреля 2012 года в городе Краснодар.